# クリュティオス

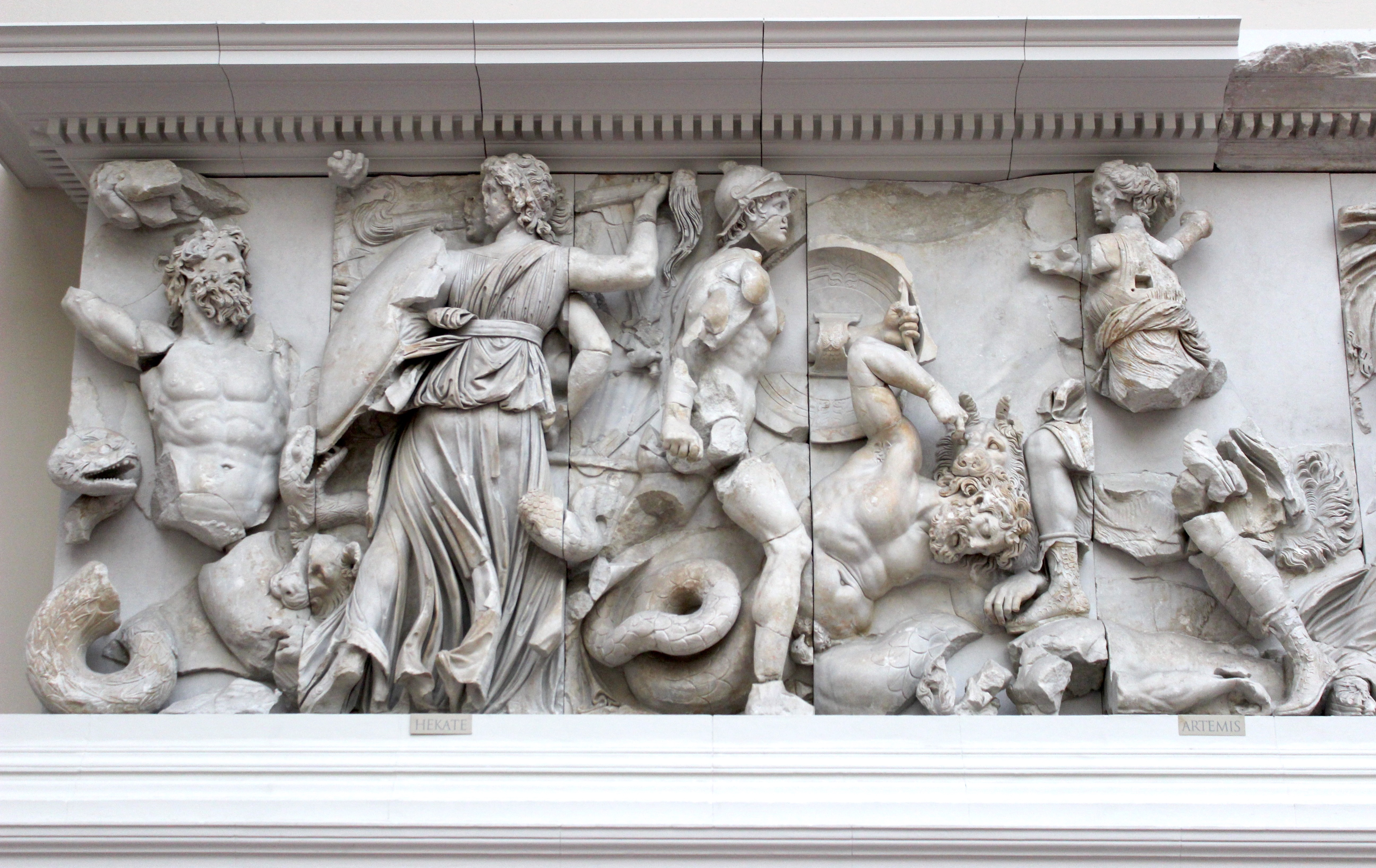
松明を持ったヘカテーと戦う巨人クリュティオス。ペルガモンの大祭壇。ベルリン、ペルガモン博物館。

クリュティオス（古希: Κλυτίος, Klytios）は、ギリシア神話の巨人、あるいは人物である。主に、
- ギガースの1人
- ペーノーの父
- エウリュトスの子
- アルクマイオーンの子
- ラーオメドーンの子

などのほか数人が知られている。

## ギガースの1人
このクリュティオスは、ギガースの1人。ギガントマキアーのさいに神々と戦い、ヘカテーに松明で殺された。

## ペーノーの父
このクリュティオスは、アテーナイの人で、娘ペーノーの父。ペーノーはシキュオーン王ラーメドーンの妻で、ゼウクシッペーの母。またクリュティオスの子孫イアニスコスはシキュオーンの王。

## エウリュトスの子
このクリュティオスは、オイカリア王エウリュトスとピュローンの娘アンティオペーの子で、兄弟のイーピトスとともにアルゴナウタイの1人。コルキス王アイエーテースに殺されたという。

## アルクマイオーンの子
このクリュティオスは、アルクマイオーンとペーゲウスの娘アルシノエーあるいはアルペシボイアの子。クリュティオスは予言者の一族クリュティダイの祖で、アルクマイオーンを殺したのが母の兄弟たちと知ったとき、彼らと同じ土地に住むことを嫌い、エーリスに移った。

## ラーオメドーンの子
このクリュティオスは、トロイア王ラーオメドーンの子で、ティートーノス、ラムポス、ヒケターオーン、プリアモス、ヘーシオネー、キラ、アステュオケーと兄弟。カレートール、また一説にプロクレイアの父。
トロイア戦争のときクリュティオスはトロイアの長老の1人だった。しかしラーオメドーンとその子供たちはプリアモスを除いてヘーラクレースに殺されたともいわれる。子のカレートールはトロイア戦争で大アイアースに討たれた。

## その他のクリュティオス
- トロイア戦争に参加したギリシア人ドロプスの父[16]。
- イタケー人。テーレマコスの友人ペイライオスの父[17]。
- ペーネロペーの求婚者の1人。ドゥーリキオンの出身[18]。
- ペーネロペーの求婚者の1人。サメーの出身[19]。
- ペーネロペーの求婚者の1人。ザキュントスの出身[20]。